# Arroio do Padre
Pour les articles homonymes, voir Arroio.
Arroio do Padre est une ville brésilienne du Sud-Est de l'État du Rio Grande do Sul, faisant partie de la microrégion de Pelotas et située à 265 km au sud-ouest de Porto Alegre, capitale de l'État.
Elle se situe à une latitude de 31° 26′ 30″ sud et à une longitude de 52° 25′ 09″ ouest. Sa population était estimée à 2 734 en 2007, pour une superficie de 155 km2.
La municipalité est totalement incluse dans le territoire de celle de Pelotas.

## Ville voisine
- Pelotas